# Eric Davidson
Eric Harris Davidson (New York, 13 aprile 1937 – Pasadena, 1º settembre 2015) è stato un biologo statunitense.

## Biografia
Davidson era conosciuto in meglio per il lavoro sul ruolo della regolazione genica dell'evoluzione, sulla specificazione embrionale e per aver guidato lo sforzo di sequenziare il genoma del riccio di mare, denominato Strongylocentrotus purpuratus.
Ha dedicato gran parte della sua carriera professionale allo sviluppo della comprensione dell'embriogenesi a livello genetico.
Eric inizia a condurre ricerche già da adolescente presso il Marine Biological Laboratory solo dopo essersi diplomato al liceo all'università si è laureato nel 1958. Il lavoro ha comportato lo studio della sintesi dell'RNA e dell'espressione genetica nello sviluppo dell'anuro Xenopus laevis nel laboratorio di Alfred Mirsky all'università di Rockefeller, dove inizia i suoi mandati come direttore del corso di embriologia dal 88' al 96'.

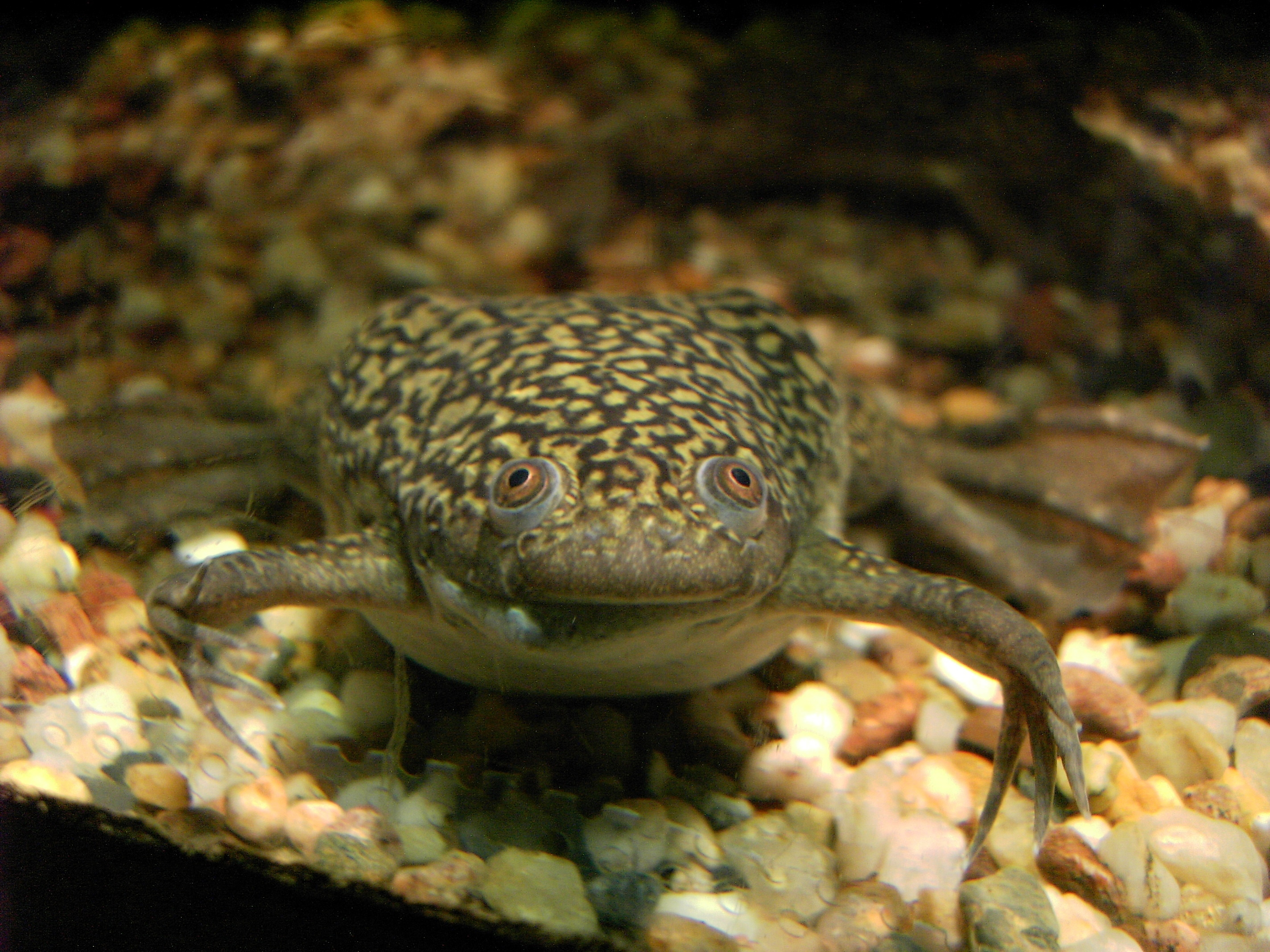
Un tipico animale su cui studiò la sintesi del RNA presso l'università di Rockfeller.

### California Institute of Technology
Nel 1971 si trasferisce al California Institute of Technology come professore associato, e da lì si interessò allo sviluppo degli invertebrato marino, in particolare al riccio di mare viola, e allo studio della funzione degli elementi genomici del DNA, entrambi interessi che lo avrebbero portato ad una lunga serie di indagini si condusse al suo interesse per le reti di regolazione genica.